# NGC 4169
NGC 4169 é uma galáxia lenticular (S0) localizada na direcção da constelação de Coma Berenices. Possui uma declinação de +29° 10' 46" e uma ascensão recta de 12 horas, 12 minutos e 18,7 segundos.
A galáxia NGC 4169 foi descoberta em 11 de Abril de 1785 por William Herschel.